# 修學院車站
35°3′0.81″N 135°47′25.65″E / 35.0502250°N 135.7904583°E
修學院車站（日语：／ Shūgakuin eki */?）是位於日本京都市左京區山端壹町田町的叡山電鐵叡山本線的車站。

## 車站結構
擁有相對式月台2面2線。兩側月台都有遮篷幾乎全面覆蓋。雖然是無人車站，往出町柳方向的月台設有自動售票機，且兩側皆設有對應KANSAI THRU PASS共通卡的驗票閘門（無門檔式），可於首班車到22:30的期間使用。出入口位於靠北山通的一側（靠寶池車站的一側）。往八瀨比叡山口車站、鞍馬車站方向的月台南側有男女共用的公廁。
本車站設有無障礙路徑，下行月台在閘門旁有斜坡，上行月台則可讓輪椅從月台背面通過下述運輸課的入口進入月台，但通往運輸課的定期車票販賣處或廁所則尚未設有。
兩側月台都有約三節車廂的有效長度，至1990年代前在此會進行單車廂電車和雙車廂電車的車廂交換。雖然有很長的時間都是介由站員的旗語來指揮，但在後期也設置代替用的色燈指式信號機。現在在排班上並沒有在本車站進行車廂交換。必要的時候會直接空車駛回出町柳進行交換。
往出町柳方向的月台旁邊大型公寓的二樓有叡山電鐵的運輸課，定期車票販賣處除了定期車票外也販賣其他各種車票。成人用的回數車票在站前的7-11京都修學院站前店也有販售。
本車站有時會進行乘務員的交班。
車站東側的地名「修學院」現在唸作「しゅうがくいん」，但在車站啟用當時則唸作「しゅがくいん」。變遷的來龍去脈和時期有諸多說法，但現在也有像修學院離宮這種唸作「しゅがくいん」的例子。

### 月台配置
| 路線     | 方向 | 目的地                                                        |
| -------- | ---- | ------------------------------------------------------------- |
| 叡山本線 | 上行 | 一乘寺、出町柳方向 京阪線（三條、枚方、大阪方向；出町柳轉乘） |
| 叡山本線 | 下行 | 八瀨比叡山口、鞍馬方向                                        |

## 變遷

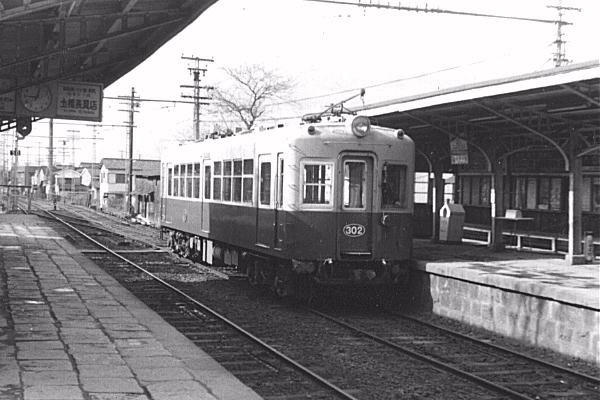
舊修學院車站（1970年左右）

啟用當時車站位於現在的北方約100m處，車站出口面向現在站前的PLAZA修學院背面的小徑，此處成了站前道路。車站結構、配線和現在幾乎相同。車站業務和運輸相關的事務所位在車站西側現在北山通的位置，在到離宮道之間的地方（現在的京福大廈的位置）也有事務所和倉庫，將站前道路夾住。東側的月台背面（現在北山通的位置）是被稱作後車庫的地方，在除了草的軌道上放置了廢棄車廂或零件。
至1960年代為止在往出町柳方向的月台入口旁有小賣舖，同時兼任售票窗口，但一般而言上下行的月台都有乘務員和站員在車門附近收票，因此可以自由進出車站。
在1970年由於北山通的建設，車站往南方移動約100公尺，事務所也移至現在公廁旁的建築物。另外這個建築物從叡山電鐵獨立以來，到出町柳車站旁的大廈完成之前一直是叡山電鐵的主要事務所（2012年現在仍為登記上的本店所在地）。站前道路的商店則多數移至車站東側的PLAZA修學院（半數為一樓是店面的住宅）。
1980年左右東側的住宅區有許多學生公寓等住家，車站周邊也有諸如牛丼店、漢堡店、中華餐廳的速食店（依照原文）進駐，在某種意義上算是相當繁華的時代。但後來因為本車站的使用乘客減少、京都市內的大學往南部轉移，這些店家的主要客源學生減少了，因此開始撤出此地。
另一方面，在修學院車庫由於北山通的建設，一部份建築物開始移動且軌道配置有了變更，靠近入口處的轉轍器成了叡山電鐵唯一的複軌轉轍器，兼任倉庫和休息處的Dena1型的報廢車體則被撤除了。在那之後，建設了大型公寓，事務所轉移到了場地的東側，但軌道配置則是幾乎維持當時的樣子不變。

## 車站周邊

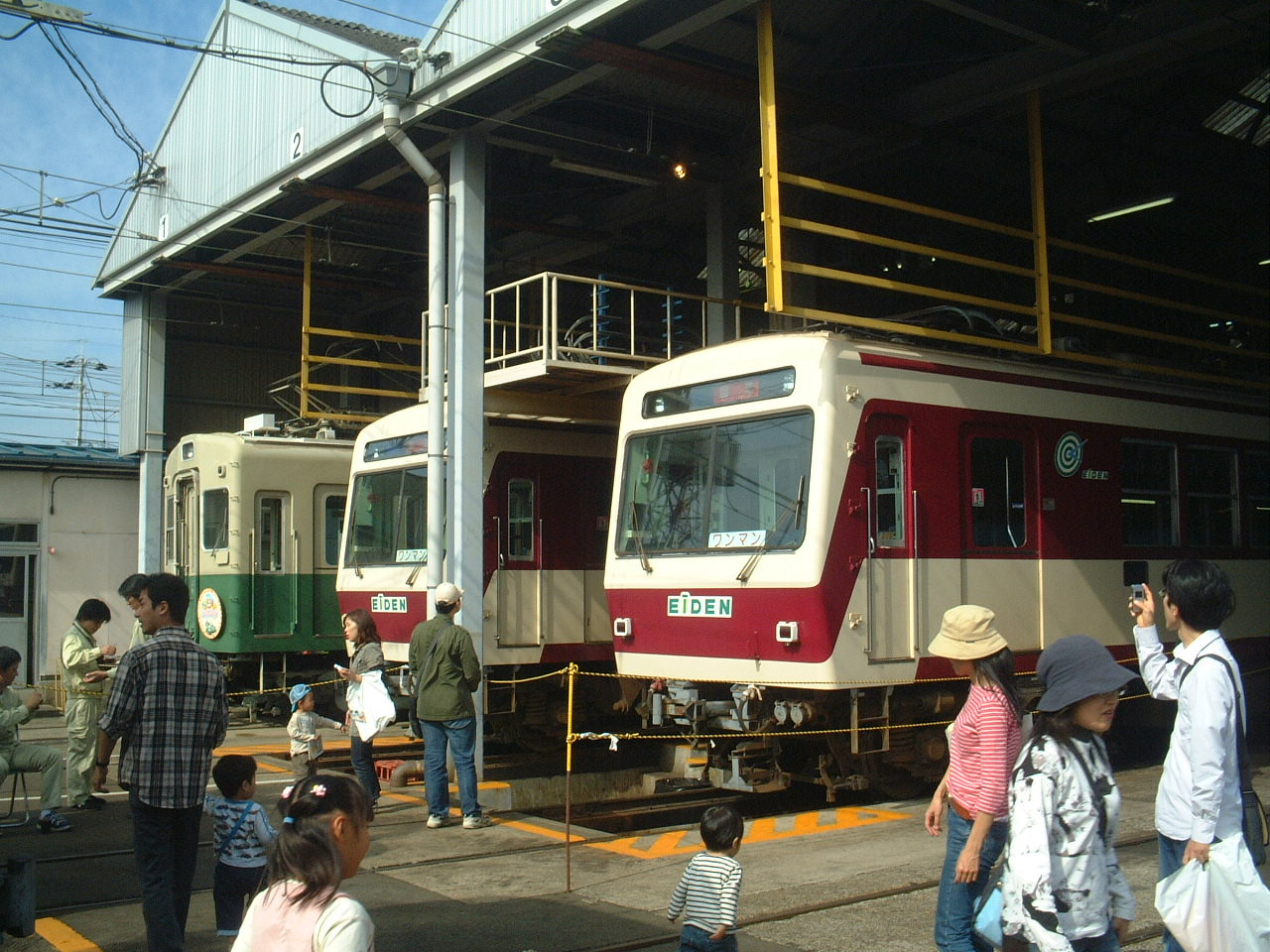
修學院車庫(2006/10/28)

修學院車站面向北山通、在東大路通的最北端。東南側的大型公寓的內側和修學院車庫相鄰。另外，白川通位於車站的東側、西側則有川端通。
位於京都盆地的東北角，西側的東大路通和川端通之間的舊大原街道是自古以來的商店街。本車站的相鄰周邊是商業地區，在東側有PLAZA修學院、西側鄰接（在月台側也有入口）Fresco修學院店，另外還有數家的超級市場座落於此。但在離車站稍遠之處，除了北山通、白川通沿路之外則成了住宅區。
從東側延伸的住宅區是叡山電鐵沿線徒步圈內最大的，附近也有許多觀光勝地。電車上的乘客在此站往往會少上一半。京都市營地下鐵烏丸線的松崎車站位於西方約800公尺處。
- 修學院離宮（車內廣播會提及）
- 赤山禪院（車內廣播會提及）
- 曼殊院（車內廣播會提及）
- 鷺森神社
- 松崎大黑天 - 松崎車站更接近。（車內廣播會提及）
- 雲母坂 - 通往比叡山的登山道，為Deo900型「KIRARA」的暱稱由來。

- PLAZA修學院
- 京都山端郵政局
- 京都工藝纖維大學 - 松崎車站更接近。
- 京都大學國際交流會館
- 京都市立市修學院小學校
- 京都銀行修學院分行
- 京都信用金庫修學院分行
- 京都中央信用金庫修學院分行

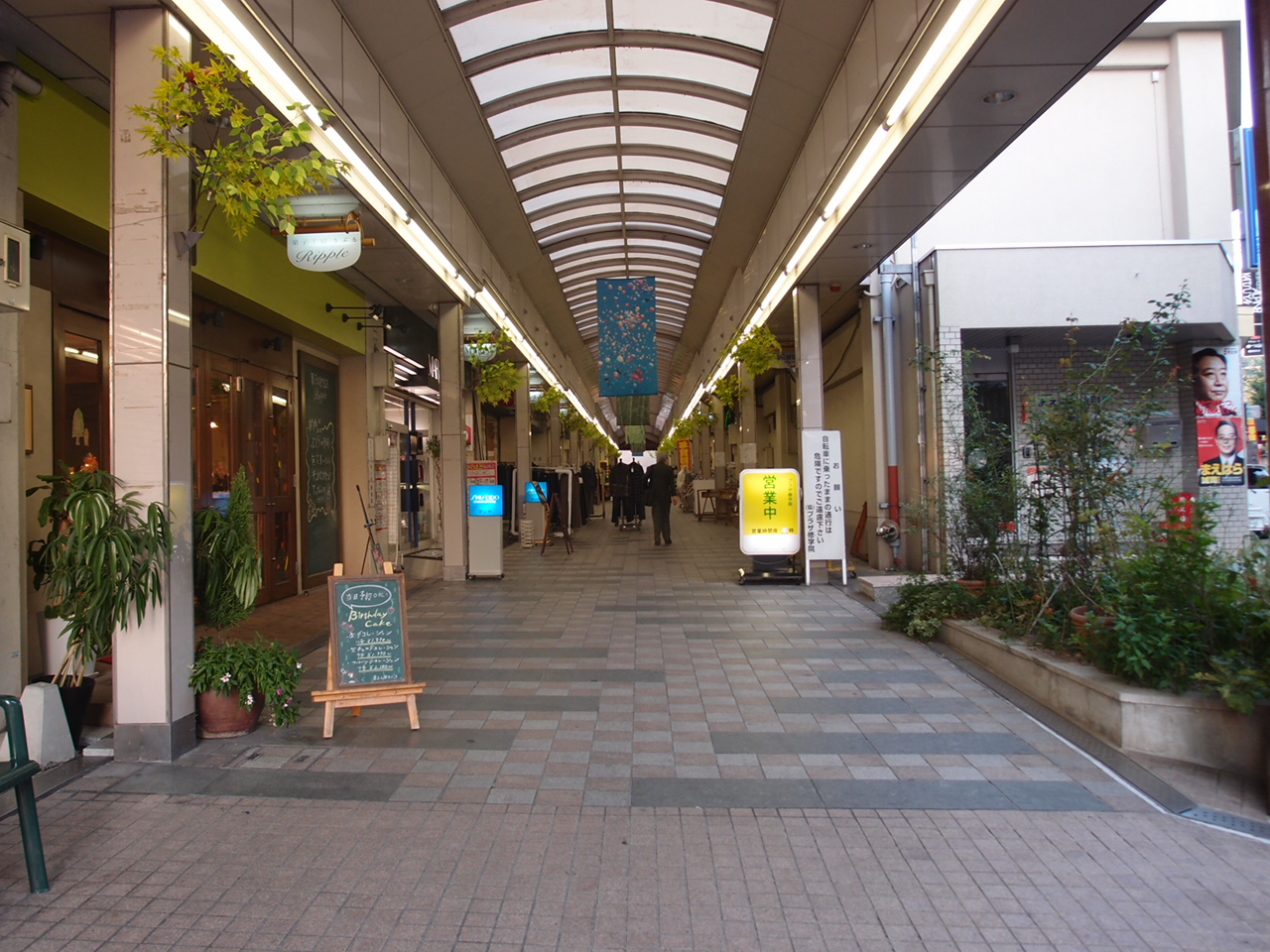
PLAZA修學院

- 7-ELEVEn京都修學院站前店（回數車票委託販售處）
- 京都府警察下鴨警察署修學院派出所
- 五山送火「法、妙」 - 松崎車站更接近。
- 高野川松崎橋（北山通）

### 公車站

#### 修學院道公車站
白川通（北行）
京都市營巴士　
- 5、31路:往岩倉操車場
- 北8路:經由 松崎海尻町（松崎車站） 往北大路巴士總站

京都巴士
- 18路（僅在週六、假日運行一班）：往大原

白川通（南行）
京都市營巴士
- 5路:四条河原町 往京都車站
- 31路:祇園 往四条烏丸
- 北8路:高野 往北大路巴士總站

京都巴士
- 18路（僅在週六、假日運行一班）:經由 白川通、銀閣寺道、百萬遍、東山通、東山三条、東山五条（清水寺） 往京都車站
- 55路:経由 白川通、銀閣寺道、百萬遍、出町柳駅、三条京阪  往四条河原町

　北山通　　市營巴士的站牌名稱為修學院站前。京都巴士則沒有變更。
京都市營巴士　
- 北8路:松崎海尻町（松崎車站） 往北大路巴士總站
- 65路 :往岩倉操車場前、經由 松崎海尻町、高木町、高野、烏丸丸太町 往四条烏丸

京都巴士
- 55路:往地下鉄松崎車站

#### 修學院站前公車站
川端通（北行）
京都巴士
- 10路:經由八瀨繞道、大原 往朽木
- 16、17号系統:八瀨駅前 経由 往大原
- 21、23号路:經由八幡、長谷別 往岩倉実相院
- 41、43号系統:八幡、長谷別 経由 往岩倉村松
- 經由 松崎車站、前萩町（北山車站） 往岩倉村松
- 往大原、小出石

川端通（南行）
京都巴士
- 16路:經由 川端通・三条京阪由 往四条河原町
- 17路:經由 川端通 往京都車站
- 21、41路:經由 高野橋東詰、京阪出町柳車站、河原町通 往四条河原町、三条京阪
- 京阪往出町柳車站
- 經由 川端通 往高野車庫

北山通（西行）
- 55路:往地下鐵松崎車站
- 經由 松崎車站、前萩町、深泥池、円通寺道、國際會館車站 往岩倉村松（1日1班）
- 經由 寶池球技場前、寶池公園前 國際會館車站行（週六、假日1班）

北山通（東行）
- 55系統:經由 白川通、出町柳車站、三条京阪 往四条河原町
- 高野車庫行（土、休日1便）

至1997年（地下鐵烏丸線開通至國際會館車站前）前，京都市巴士（北6路；北大路BT（一段期間只運行到四条烏丸） - 大原）也會在此停靠。（站牌名稱：山端）
北山通（東行、西行）　位在高野川的對面，離修學院車站較遠。僅有上述一部份的公車會停靠。

## 歷史
- 1925年（大正14年）9月27日　開業。當時為京都電燈的車站。
- 1942年（昭和17年）3月2日　由於公司的讓渡，成了京福電氣鐵道的車站。
- 1970年（昭和45年）- 由於北山通的開通，向南移動100公尺左右
- 1986年（昭和61年）4月1日　由於公司的讓渡，成了叡山電鐵的車站。

## 其他
叡山電鐵和京阪電氣鐵道之間互通的打折區間只到本站為止。

## 相鄰車站
叡山電鐵
 叡山本線
一乘寺（E04）－修學院（E05）－寶池（E06）

## 外部連結
- 修學院車站（叡山電鐵）
  - 車站資訊、車站結構圖（日語）
  - 標準發車時刻表（往八瀨比叡山口、鞍馬）（日語）
  - 標準發車時刻表（往出町柳）（日語）
- 修學院道公車站
  - 時刻表目錄（京都市營巴士） （页面存档备份，存于）（日語）
  - 時刻表目錄（京都巴士）[永久]（日語）
- 修学院站前公車站
  - 時刻表目次（京都市營巴士） （页面存档备份，存于）（日語）
  - 時刻表目錄（京都巴士）[永久]（日語）